# Абарт, Карло
Ка́рло А́барт (итал. Carlo Abarth, при рождении Карл А́льберт А́барт, нем. Karl Albert Labart; (15 ноября 1908, Вена — 24 октября 1979, Вена) — автогонщик и автомобильный дизайнер, родился в Австрии, переехал в Италию, где сменил имя Карл на Карло.

## Биография
В 1925—1927 годах работал в ателье Castagna. В 1927 году вернулся в Австрию, занимался мотогонками, несколько раз становился чемпионом Европы. В 1934 году переехал на постоянное место жительства в Италию.
В 1949 году открыл фабрику по производству автомобильных глушителей и систем выпуска отработанных газов Abarth & C. В начале 1950-х годов компания начала выпускать мелкосерийные спортивные автомобили, донорами шасси которых в основном служили автомобили марки Fiat, а кузова заказывались в ателье Bertone, Zagato, Ghia и других. В 1971 году продал свою фирму концерну Fiat, оставшись её руководителем.